# Pierre Combescot
Pierre Combescot, né le 9 janvier 1940 à Limoges et mort le 27 juin 2017 dans le 15e arrondissement de Paris, est un journaliste et écrivain français.

## Biographie
Durant la Seconde Guerre mondiale, sa famille est  réfugiée au Brésil.
Plus tard, il travaille sous le pseudonyme de Luc Décygnes pour le Canard enchaîné, où il tient la rubrique consacrée aux spectacles lyriques et à la danse (ce qui explique le nom qu'il s'est choisi). Il est également chroniqueur à Paris Match. Il a obtenu le prix Médicis en 1986 pour  Les Funérailles de la Sardine et le prix Goncourt en 1991 pour Les Filles du Calvaire. Il a reçu en 1999 le prix Prince-Pierre-de-Monaco pour l'ensemble de son œuvre.
Il a vécu au Cailar à partir de 1992, dans une maison achetée en 1992 avec l'argent du Goncourt sur le conseil de son ami Jean Lafont, et où il a écrit une partie de son œuvre.
Lors de l'élection présidentielle de 2002, il a apporté son soutien à la candidature de Jean-Pierre Chevènement.
Pierre Combescot a brièvement été sociétaire de l’émission radiophonique Les Grosses Têtes sur RTL en 2009.
Il est inhumé au cimetière du Cailar.

## Œuvres
- 1972 : Louis II de Bavière, Tallandier
- 1975 : Les Chevaliers du crépuscule, Lattès (ASIN B0000DQ1EB)
- 1986 : Les Funérailles de la Sardine, Grasset – prix Médicis 1986  (ISBN 978-2246374510)
- 1991 : Les Filles du Calvaire, Grasset – prix Goncourt 1991  (ISBN 978-2246435419)
- 1996 : La Sainte Famille, Grasset  (ISBN 978-2246459019)
- 1998 : Le Songe du Pharaon, Grasset  (ISBN 978-2246535317)
- 1999 : Les Petites Mazarines, Grasset  (ISBN 2246477611)
- 2002 : Lansquenet, Grasset  (ISBN 978-2246603511)
- 2003 : Les Diamants de la guillotine, Robert Laffont  (ISBN 978-2221100455)
- 2004 : Ce soir on soupe chez Pétrone, Grasset  (ISBN 978-2246603412)
- 2006 : Faut-il brûler la Galigaï ?, Grasset  (ISBN 978-2246659310)
- 2009 : Pour mon plaisir et ma délectation charnelle, Grasset  (ISBN 978-2246631019)